# Nationaal park Freycinet
Het Nationaal park Freycinet is een nationaal park in Australië. Het ligt aan de oostkust van Tasmanië op het Freycinet Peninsula en heeft een oppervlakte van 16.803 hectare. Het hoogste punt in het park is Mount Freycinet.
Het is op 29 augustus 1916 tot nationaal park verklaard.
Ben Lomond · 
Cradle Mountain-Lake St Clair · 
Douglas-Apsley · 
Franklin-Gordon Wild Rivers · 
Freycinet · 
Hartz Mountains · 
Kent Group · 
Maria Island · 
Mole Creek Karst · 
Mount Field · 
Mount William · 
Narawntapu · 
Rocky Cape · 
Savage River · 
South Bruny · 
Southwest · 
Strzelecki · 
Tasman · 
Walls of Jerusalem
Nationale parken in: AUS · NSW · NT · QLD · SA · TAS · VIC · WA